# T-10
De T-10 (ook bekend als Obyekt 730) was een zware tank uit de Sovjet-Unie. Het ontwerp van deze tank was gebaseerd op de IS-3. De tank kwam in productie in 1953 en is tot eind jaren zeventig in gebruik geweest. De T-10 was de laatste zware Sovjettank. In het terrein vielen de prestaties tegen mede door het hoge gewicht en vanwege technologische vernieuwingen, met betrekking tot pantser en munitie, verouderde de tank snel. Vanaf medio jaren 60 nam zijn opvolger, de T-62 middelzware tank, zijn positie over.

## Geschiedenis
Tijdens de Tweede Wereldoorlog had de Sovjet-Unie veel ervaring opgedaan met de zware Jozef Stalintank. Na de oorlog ging men door met de ontwikkeling; na de IS-3 en de minder succesvolle IS-4, kwam in 1953 de IS-10 of T-10 in productie. De ontwerper was Kotin.
In vergelijking met de IS-3 was de T-10 iets langer; daarom kreeg hij ook zeven sets wielen in plaats van zes. De nieuwe koepel was zwaarder bepantserd, hij had een extra paar opslagvaten en een rookverwijderaar voor het kanon. Na de dood van Stalin in 1953 werd afgestapt van de IS-benamingen en zo kreeg de nieuwe tank de naam T-10.
In 1957 verscheen een opvolger, de T-10M, uiterlijk herkenbaar aan het KPV 14,5 mm machinegeweer op de koepel (in plaats van de gebruikelijke DSjK) en de mondingsrem met 5 geleiders.
Tussen 1953 en 1966 zijn er circa 8.000 exemplaren van gebouwd. De tanks zijn tot eind jaren zeventig in gebruik geweest in het Sovjetleger, maar na de introductie van de T-62 werd de T-10 snel van de sterkte afgevoerd.

## Beschrijving
De T-10 kreeg een kanon met een kaliber van 122 mm. Een stabilisator was geïnstalleerd hetgeen het mogelijk maakte te schieten tijdens het rijden. Er was initieel slechts ruimte voor minder dan 30 granaten in de tank, maar dit werd later verhoogd naar 50 stuks. Verder waren er twee zware machinegeweren met een kaliber van 14,5 mm. Voor deze mitrailleurs werden 1.000 patronen meegenomen.
Het kanon was geplaatst in een geschutskoepel die de vorm had van een paddenstoel; rond aflopen naar beneden. In het dak van de geschutskoepel zaten twee luiken voor de bemanning. De geschutskoepel was vanaf het midden iets naar voren geplaatst. De bemanning bestond uit vier personen; de chauffeur zat in het midden en voor de geschutskoepel.
Het pantser van de geschutskoepel had een dikte tussen de 25 en 230 mm. Aan de voorzijde van de tank was deze tussen de 100 en 273 mm dik en tussen 80 en 120 mm aan de zijkant.
Achter in de tank was de V-2-IS-motor geplaatst. Een 12-cilinder, watergekoelde dieselmotor met een vermogen van 690 pk (514,5 kW) bij 2.000 toeren per minuut. De cilinders stonden in een V-vorm. De versnellingsbak telde vijf versnellingen voor- en één achteruit. Op de weg was de maximale snelheid circa 42 km/h en op terrein ongeveer 20 km/h. De tanks hadden een capaciteit van bijna 800 liter brandstof; dit gaf het voertuig een bereik van 225 kilometer op het terrein.

## Gebruik
De T-10 is gebruikt door de strijdmacht van de Sovjet-Unie. De Warschaupact landen kregen de tank niet geleverd, maar eenheden van het Sovjet leger gestationeerd in die landen hadden er waarschijnlijk wel de beschikking over. De T-10 was de laatste zware tank van het Sovjet leger. De snelle naoorlogse ontwikkelingen van pantser en munitie leidde tot een snelle veroudering. De introductie van de middelzware T-62 tank zorgde voor het terugtrekken van de T-10 uit de frontlinie in 1967. De T-62 was niet alleen 10 ton lichter, maar ook 10 km/h sneller dan de T-10. Omstreeks 1993 was de T-10 ook uit de reserves verdwenen.

### Voormalig gebruikers
- Rusland: tot 1996.
- Sovjet-Unie: Overgedragen aan het Russische leger.
- Zuid-Ossetië: tot 1995.

## Naslagwerk
- John Milsom, Russian Tanks 1900-1970, Uitgeverij: Galahad Books, New York, (1970), ISBN 0-88365-052-5